# Il fante di cuori e la dama di picche
Il fante di cuori e la dama di picche (Sleep, Pale Sister) è un romanzo della scrittrice Joanne Harris del 1993. L'autrice lo definisce "una storia di fantasmi gotica, ambientata nella Londra vittoriana".
È stato tradotto in italiano nel 2007.

## Trama
Il pittore Henry Chester sceglie come propria musa e modella una ragazzina di nove anni, Effie: anni dopo, è diventata una moglie devota ma depressa, che cerca consolazione tra le braccia di un altro uomo. Questi le presenta Fanny, tenutaria di una casa per gentiluomini dal passato oscuro. Effie viene coinvolta suo malgrado nella vendetta architettata da Fanny contro lo stesso Henry, che ritiene colpevole della morte di sua figlia Marta.

## Edizioni
- Joanne Harris, Il fante di cuori e la dama di picche,  p. 391, ISBN 88-11-67916-8.